# 薩卡特拉
薩卡特拉，是法屬聖多明戈即海地社會中用來描述一個黑人和一個卡特隆父母後裔的人。該術語還用於描述其祖先是7/8黑人血統和1/8白人血統的人。這是殖民地種族種姓制度中(卡斯塔)用來衡量黑人血統多寡的眾多術語之一。
薩卡特拉的詞源是不確定的，可能和西班牙語字眼sacar（“取出”）和atrás（“後面”）聯繫起來。因此薩卡特拉是一個奴隸，不會與淺膚色主人一起居住。